# Asaba (chanteuse)
Pour les articles homonymes, voir Asaba.
Mary Asombang Asaba, dite Asaba, née le 7 juillet 1992 à Muea (Cameroun), est une chanteuse et auteure-compositrice camerounaise.

## Biographie
D'ethnie Bangwa, Asaba naît le 7 juillet 1992 à Muea, dans l'arrondissement de Buéa de la région du Sud-Ouest du Cameroun. Elle est élevée seule par sa mère. À l'école primaire et secondaire, elle est surnommée Choir Mistress, Bagis, Delta State, DJ Christina, en raison de sa capacité de divertissement. En grandissant, elle s'inspire des chanteuses Charlotte Dipanda, Whitney Houston, Adele, Simi, Andra Day et Asa.
En 2018, Asaba obtient un diplôme d'infirmière diplômée d'État à l'institut universitaire Biaka de Buéa. Après ses études, elle déménage à Yaoundé pour un stage professionnel à l'hôpital central où elle sert pendant 8 mois. Peu de temps après, elle est employée dans une entreprise de santé et de sécurité au travail à Limbé appelée Noiia LTD.

## Carrière
En 2007, elle est présentée au label TrackZone Records en tant que chanteuse de gospel. Elle y rencontre Daphne, Martino Dachristo, et tant d'autres.
En 2009, DJ Subzee, le propriétaire de TrackZone Records l'a présente aux M1 Studios. C'est là qu'elle commence à façonner sa carrière musicale. Elle entre en contact avec Emile Ngomba, Salatiel, Mr Leo, Adelle Clarice et Myra Davida. 
En novembre 2016, elle participe à une chanson générique pour la Coupe d'Afrique des nations féminine de football intitulée We Are Champions aux côtés de Salatiel, Mr Leo, Daphne, Minks et bien d'autres pour soutenir l'Équipe du Cameroun féminine de football pendant la compétition. 
En 2016, elle participe au projet de sensibilisation au virus Ebola intitulé We Do It For Africa pour rendre hommage à tous ceux qui ont perdu la vie à la suite du virus et à tous les enfants qui sont devenus orphelins du fait de la pandémie. 
En septembre 2020, sa carrière musicale prend un tournant lorsqu'elle signe chez Starfish Entertainment, une société de divertissement camerounaise basée au Royaume-Uni et impliquée dans la gestion des artistes. Un mois après la signature de ce contrat, Asaba sort son premier clip intitulé Yele. 

## Discographie

### Singles
- 2021 : Big Dreams
- 2021 : Dix Ans
- 2021 : Yele
- 2021 : Dodokido

### Collaborations
- 2022 : Charger feat. Mr Leo
- 2022 : Dilemma feat. Locko
- 2022 : One Love feat. Kameni
- 2022 : Les Doigts feat. Mic Monsta
- 2022 : Eyes on the prize feat. Cleo Grae